# Limologie
Ne doit pas être confondu avec Limnologie.
La limologie est l'étude des frontières, leurs établissements et les problèmes qui leur sont liés. 
Auparavant la limologie portait principalement sur les aspects historiques, géopolitiques ou juridiques des frontières en étudiant leur délimitation, leur évolution et les conflits frontaliers, elles se sont élargies depuis les années 1970 à l'étude de la frontière comme phénomène sociologique dans un contexte régional. 